# Vegard Leikvoll Moberg
Vegard Leikvoll Moberg (Osøyro, 1991. január 23. –) norvég labdarúgó, a Kongsvinger középpályása.

## Pályafutása
Moberg a norvégiai Osøyro községben született. Az ifjúsági pályafutását az Os akadémiájánál kezdte.
2011-ben mutatkozott be az Åsane felnőtt keretében. 2016-ban az norvég első osztályban szereplő Sogndal, majd 2017-ben a Bodø/Glimt szerződtette. 2020-ban a dán Silkeborghoz írt alá. 2020 őszén visszatért a Bodø/Glimthez. 2022-ben a Brannhoz igazolt. Először a 2022. április 3-ai, Ranheim ellen 4–0-ra megnyert mérkőzés 86. percében, Aune Heggebø cseréjeként lépett pályára. Első gólját 2022. április 19-én, a Skeid ellen idegenben 3–2-es győzelemmel zárult találkozón szerezte meg. 2023. január 8-án szerződést kötött a Kongsvinger együttesével.

## Statisztikák
2022. október 29. szerint
| Klub       | Szezon   | Osztály          | Bajnokság | Bajnokság | Kupa  | Kupa | Nemzetközi | Nemzetközi | Összesen | Összesen |
| Klub       | Szezon   | Osztály          | Meccs     | Gól       | Meccs | Gól  | Meccs      | Gól        | Meccs    | Gól      |
| ---------- | -------- | ---------------- | --------- | --------- | ----- | ---- | ---------- | ---------- | -------- | -------- |
| Bodø/Glimt | 2017     | OBOS-ligaen      | 28        | 8         | 1     | 0    | —          | —          | 29       | 8        |
| Bodø/Glimt | 2018     | Eliteserien      | 24        | 0         | 1     | 0    | —          | —          | 25       | 0        |
| Bodø/Glimt | 2019     | Eliteserien      | 20        | 2         | 0     | 0    | —          | —          | 20       | 2        |
| Bodø/Glimt | Összesen | Összesen         | 72        | 10        | 2     | 0    | 0          | 0          | 74       | 10       |
| Silkeborg  | 2019–20  | Danish Superliga | 11        | 1         | 0     | 0    | —          | —          | 11       | 1        |
| Silkeborg  | 2020–21  | Danish Superliga | 3         | 0         | 0     | 0    | —          | —          | 3        | 0        |
| Silkeborg  | Összesen | Összesen         | 14        | 1         | 0     | 0    | 0          | 0          | 14       | 1        |
| Bodø/Glimt | 2020     | Eliteserien      | 7         | 3         | 0     | 0    | —          | —          | 7        | 3        |
| Bodø/Glimt | 2021     | Eliteserien      | 0         | 0         | 1     | 0    | 3          | 0          | 4        | 0        |
| Bodø/Glimt | Összesen | Összesen         | 7         | 3         | 1     | 0    | 3          | 0          | 11       | 3        |
| Brann      | 2022     | OBOS-ligaen      | 16        | 3         | 1     | 0    | —          | —          | 17       | 3        |
| Összesen   | Összesen | Összesen         | 109       | 17        | 4     | 0    | 3          | 0          | 116      | 17       |

## Sikerei, díjai
Bodø/Glimt
- OBOS-ligaen
  - Feljutó (1): 2017

- Eliteserien
  - Bajnok (1): 2020, 2021
  - Ezüstérmes (1): 2019

Brann
- OBOS-ligaen
  - Feljutó (1): 2022

## Fordítás
Ez a szócikk részben vagy egészben  a   Vegard Leikvoll Moberg című angol Wikipédia-szócikk fordításán alapul.  Az eredeti cikk szerkesztőit annak laptörténete sorolja fel. Ez a jelzés csupán a megfogalmazás eredetét és a szerzői jogokat jelzi, nem szolgál a cikkben szereplő információk forrásmegjelöléseként.